# Courrières
Courrières is een gemeente in het Franse departement Pas-de-Calais (regio Hauts-de-France). De plaats maakt deel uit van het arrondissement Lens. In 1906 vond hier de mijnramp van Courrières plaats, die met een dodenaantal van 1099 de grootste mijnramp uit de Europese geschiedenis is. In Courrières bevindt zich de militaire begraafplaats Courrieres Communal Cemetery. Courrières telde op 1 januari 2022 10.160 inwoners.

## Geografie
De oppervlakte van Courrières bedroeg op 1 januari 2022 8,63 vierkante kilometer; de bevolkingsdichtheid was toen 1.177,3 inwoners per km².

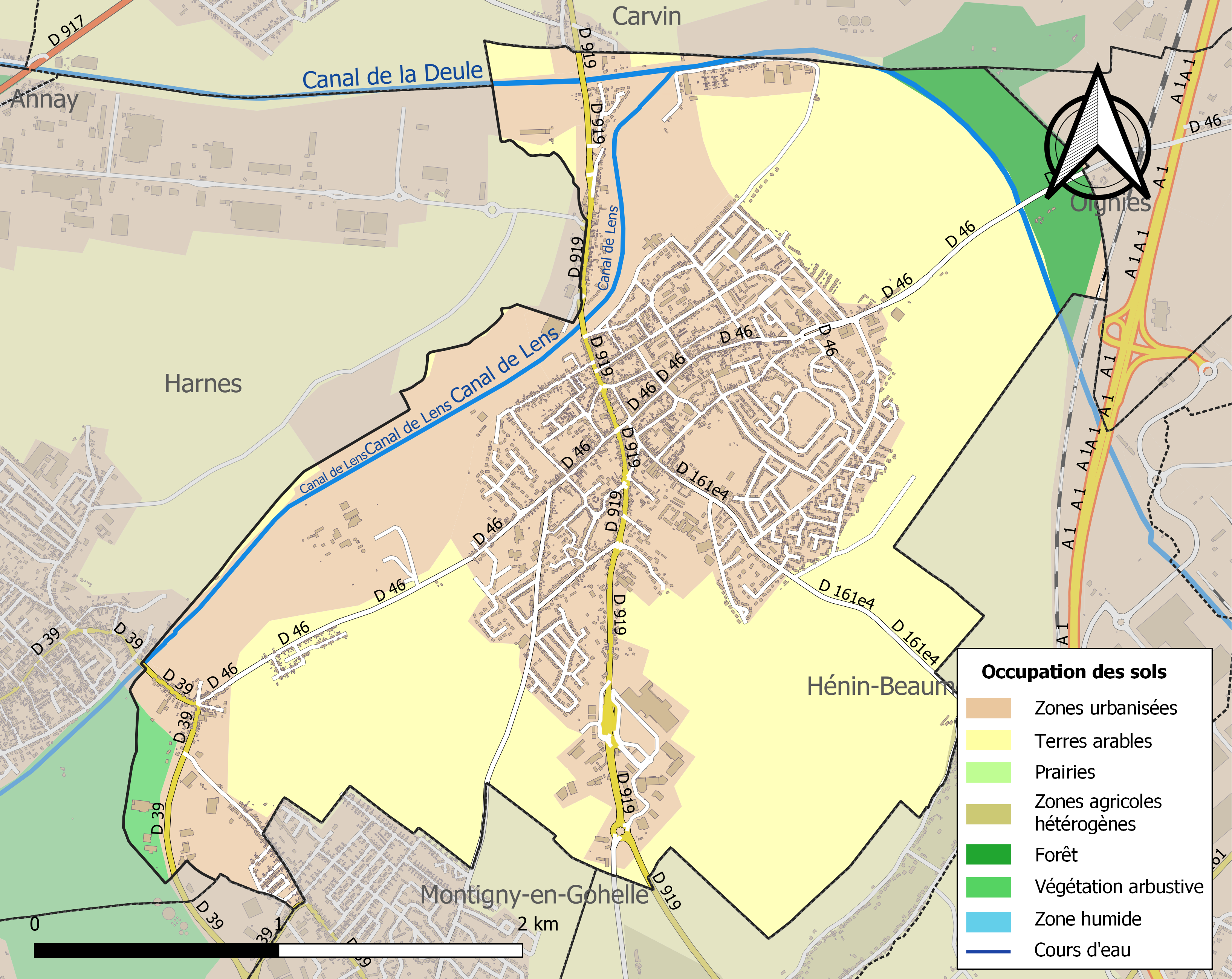
Kaart van de gemeente met belangrijkste infrastructuur, bodemgebruik en omliggende gemeenten

## Demografie
Onderstaande figuur toont het verloop van het inwonertal (bron: INSEE-tellingen).

## Mijnramp
Op 10 maart 1906 vond een kolenstofexplosie plaats in de Courrieres-mijn. Dit leidde tot de dood van 1099 mijnwerkers en is de grootste mijnramp in Europa en de op een na grootste in de wereld. De dag voor de explosie werd een brand ontdekt op 270 meter onder de grond, de put werd gesloten om zo de toevoer van zuurstof te blokkeren. Op 10 maart was het vuur nog niet volledig gedoofd en door scheuren in de grond was stof naar boven gekomen hetgeen leidde tot een explosie aan de oppervlakte. De explosie verwoestte de lokale omgeving, wat leidde tot doden in de aangrenzende plaatsen Méricourt (404 doden), Sallaumines (304), Billy-Montigny (114) en Noyelles-sous-Lens (102).

## Geboren
- Jules Breton (1827-1906), kunstschilder
- Virginie Demont-Breton (1859-1935), kunstschilder
- Catherine Plewinski (1968), zwemster
- Cédric Berthelin (1976), voetballer